# Хариет Бичър Стоу
Хариет Елизабет Бичър Стоу (на английски: Harriet Elizabeth Beecher Stowe) (* 14 юни 1811, † 1 юли 1896) е американска писателка и аболиционистка, най-известна с романа си против робството на цветнокожите в Америка „Чичо Томовата колиба“ (1851-52), който описва тежките условия на живот на поробените афроамериканци. Книгата достига до милионна публика под формата на роман и пиеса и става влиятелна както в Съединените щати, така и във Великобритания, давайки енергия на силите за борба с робството в Американския Север и същевременно провокирайки широко разпространения гняв на Юга. „Чичо Томовата колиба“ я прави богата и известна.
Стоу пише 30 книги, включително романи, три мемоара за пътешествия и колекции от статии и писма. Тя е влиятелна както със своите творби, така и с публичните си позиции и дебати по социалните въпроси на деня. Баща ѝ и всичките ѝ седем братя са проповядвали срещу робството. В България е издавана като Хариет Бичер Стоу.

## Биография

### Начални години
Хариет Бичър Стоу е родена в град Личфийлд, Кънектикът на 14 юни 1811 г. Отраснала в семейство на калвинисткия пастор Лайман Бичър (1775 – 1863), тя възприема най-важните пуритански добродетели – силна набожност, благочестие, труд и усърдие. Има шест братя и три сестри: Катрин Естер (1800 – 1878), Уилям Хенри (1802 – 1889), Едуард (1803 – 1895), Мери (1805 – 1900), Хариет (1806 – 1806), Джордж (1809 – 1943), Хенри Уорд (1813 – 1887) и Чарлз (1815 – 1900). Освен това има трима полубратя и една полусестра от втория брак на баща ѝ с Хариет Портър, за която той се жени година след смъртта на майка ѝ: Фредерик Къникът, Изабела (1822 – 1907), Томас Къникът (1924 – 1900) и Джеймс Чаплин (1828 – 1886). След смъртта на втората му жена през 1835 г. баща ѝ се жени за трети път през 1836 г., но няма деца.
Майка ѝ Роксана (Фут) умира на 41-годишна възраст на 13 септември 1816 г., когато Хариет е едва 5-годишна. Дядото на Роксана по майчина линия е генерал Андрю Уорд от Войната за независимост. Сестра ѝ Катрин Бичър става преподавателка и писателка. Брат ѝ Уилям Хенри, наречен „Без късмет“, е пастор, Хенри Уорд Бичър е известен проповедник конгреционалист и аболиционист, Чарлз Бичър е писател, композитор на религиозна музика и проповедник, и Едуард Бичър е теолог. Полубрат ѝ Томас Къникът е проповедник и директор на няколко училища, Джеймс Чаплин е проповедник и полковник в Гражданската война, а Изабела е лидерка и активистка на американското суфражистко движение.
Бичър получава много добро образование. Тя се записва в Женската семинария в Хартфорд, ръководена от по-голямата ѝ сестра Катрин. Там тя получава нещо, което момичетата рядко получават по това време – традиционно академично образование с фокус върху класическите науки, езиците и математиката. Сред нейните съученички е Сара П. Уилис, която по-късно пише под псевдонима Фани Ферн. В училището бъдещата писателка изучава езици, природни и технически науки, композиране, етика, логика, математика – предмети, по правило преподавани само на момчета. След завършването си става учителка в същото училище.
През 1832 г., на 21-годишна възраст, Хариет Бичър се мести в Синсинати, Охайо, за да се присъедини към баща си, който е председател на Теологичната семинария в Лейн. Там тя се присъединява и към Семиколън Клъб – литературен салон и социален клуб, чиито членове включват сестрите Бичър, писателката Каролайн Лий Хентц, Салмън П. Чейз –бъдещ губернатор на Охайо и министър на финансите при президента Линкълн, Емили Блекуел – третата жена в САЩ с медицинска степен и др. Търговският и корабен бизнес на Синсинати по река Охайо процъфтява, привличайки множество емигранти от различни части на страната, включително много избягали роби, ловци на глави, които ги търсят, и ирландски имигранти, които работят по каналите и железопътните линии на държавата. През 1829 г. етническите ирландци атакуват чернокожите, разрушавайки райони на града, опитвайки се да изтласкат тези конкуренти за работа. Бичър се среща с редица афроамериканци, пострадали при тези атаки и техният опит допринася за по-късното ѝ писане за робството. В Синсинати отново има бунтове през 1836 и 1841 г., водени и от местни антиаболиционисти.
Хариет също е повлияна от дебатите на Теологическата семинария в Лейн за робството. Най-голямото събитие, случвало се някога в Лейн, е поредицата от дебати, проведени в 18 дни през февруари 1834 г. между защитниците на колонизацията и аболиционистите, решително спечелени от Теодор Дуайт Уелд и други аболиционисти. Елизабет присъства на повечето дебати. Нейният баща и попечителите, уплашени от повече насилие от страна на белите антиаболиционисти, забраняват всякакви по-нататъшни дискусии по темата. Резултатът е масово изселване на студентите от Лейн заедно с подкрепящ попечител и професор; те се местят като група в новия Колеж Оберлин, след като неговите попечители се съгласяват чрез яростен вот да приемат студенти, независимо от „расата“ и да позволят дискусии по всякакви теми.
Именно в литературния клуб в Лейн Стоу Бичър се среща с преподобния Калвин Елис Стоу – вдовец и професор по библейска литература в семинарията, чиято починала съпруга е нейна приятелка. Двамата се женят в Семинарията на Лейн на 6 януари 1836 г. Ранните години на брака им са белязани от бедност. Имат седем деца, включително дъщери близначки.

### Роман „Чичо Томовата колиба“ и Гражданска война
Заедно със сестра си Хариет написва учебник по география. Литературната ѝ кариера започва през 1834 г., когато спечелва награда от „Уестърн Монтли Магазин“. Тя става редовен сътрудник на списанието, като пише разкази и есета. Първата ѝ книга – „Мейфлауър“ (това е името на кораба, с който пристигат първите заселници пуритани в Америка през 1620 г.), излиза през 1843 г.
През 1850 г. 31-ият Конгрес на САЩ приема Закона за робите бегълци, който забранява помощта на бегълци и засилва санкциите дори и в свободните щати. Появяват се протести, гражданите са възмутени от решението да се считат за престъпници хората, които оказват помощ на избягал роб. По онова време Стоу се мести със семейството си в Брунсуик, Мейн, където съпругът ѝ започва да преподава в Колеж Боудоин. Домът им близо до кампуса е защитен като национална историческа забележителност. Семейство Стоу са пламенни критици на робството и подкрепят подземната железница, временно настанявайки няколко избягали роби в дома си. Един такъв беглец – Джон Андрю Джаксън пише за укриването си при Стоу в къщата им в Брунсуик, докато бяга в Канада, в разказа си „Опитът на един роб в Южна Каролина“ (The Experience of a Slave in South Carolina, 1862).
Стоу твърди, че тя вижда умиращ роб по време на причастие в Първата енорийска църква на Брунсуик, което я вдъхновява да опише неговата история. Но това, което по-вероятно я кара да се съчувства на робите, е загубата на 18-месечния ѝ син Самюел Чарлз Стоу. Тя дори заявява следното: „След като изгубих някой толкова близък до мен, мога да съчувствам на всички бедни, безсилни роби на несправедливите търгове. Ти винаги ще бъдеш в сърцето ми, Самюъл Чарлз Стоу.“ На 9 март 1850 г. Стоу пише на Гамалиел Бейли – редактор на седмичното списание за борба с робството „Нешънъл ира“, че планира да напише история за проблема с робството: „Сега чувствам, че е дошло времето, когато дори една жена или дете, което може да каже дума за свободата и човечеството, е задължително да проговори... Надявам се всяка жена, която може да пише, да не мълчи.“ По този повод Стоу написва „Чичо Томовата колиба“, която веднага разбунва духовете.
Малко след това през юни 1851 г., когато тя е на 40 години, е публикувана първата част от „Чичо Томовата колиба“ в сериен вид във вестник „Нешънъл Ира“ (The National Era). Първоначално тя използва подзаглавието „Мъжът, който беше предмет“ (The Man That Was a Thing), но скоро то е променено на „Живот сред нисшите“ (Life Among the Lowly). Частите са публикувани ежеседмично от 5 юни 1851 г. до 1 април 1852 г. За вестникарската сериализация на своя роман Стоу получава 400 долара. Романът е публикуван под формата на книга на 20 март 1852 г. от Джон П. Джуит с първоначален тираж от 5000 бройки. Всеки от двата му тома включва три илюстрации и заглавна страница с дизайн на Хамат Билингс. За по-малко от година книгата продава безпрецедентните 300 хил. бройки. До декември, когато продажбите започват да намаляват, Джуит издава евтино издание от 37½ цента всяко, за да стимулира продажбите. Продажбите в чужбина, както и във Великобритания, където книгата има голям успех, не носят нищо на Стоу, тъй като през тази епоха няма международно споразумение за авторските права. В края на 1853 г. тя предприема обиколка с лекции във Великобритания и за да компенсира възнагражденията, които не може да получи там, Новата асоциация на Глазгоу за премахване на робството създава „Офертата на чичо Том“.
Според Даниел Р. Воларо целта на книгата е да образова северняците за реалистичните ужаси на нещата, които се случват на юг. Другата цел е да се опита да накара хората от Юга да се чувстват по-съпричастни към хората, които принуждават към робство.
Емоционалното изобразяване в книгата на ефектите от робството върху хората привлича вниманието на нацията. Стоу показва, че робството е докоснало цялото общество отвъд хората, пряко участващи като господари, търговци и роби. Нейният роман има своя принос към дебата за премахването и робството и предизвика опозицията на Юга. Там Стоу е изобразявана като безконтактна, арогантна и виновна за клевета. В рамките на една година 300 бебета само в Бостън са кръстени Ева (една от героините на книгата) и пиеса, базирана на книгата, е поставена в Ню Йорк през ноември. Южняците бързо реагират с многобройни произведения на това, което сега се нарича „романи срещу Том“, като се стремят да представят южното общество и робството в по-положителен план. Много от тях са бестселъри, въпреки че нито един не отговаря на популярността на романа на Стоу. Популярността ѝ ѝ проправя път към големите национални списания, които започват редовно да публикуват нейни материали. Тя става най-известната жена в Америка и най-честваната писателка в литературните кръгове.
През 1853, 1856 и 1859 г. Стоу пътува из Европа и се запознава с Джордж Елиът, Елизабет Барет Браунинг и съпругата на Лорд Байрон. Но британското обществено мнение се обръща срещу нея, когато тя смело и в писмена форма обвинява лорд Байрон в кръвосмесителна връзка с неговата полусестра. Това става в момент, когато същото това общество тайно шушука по адрес на лорда, но никой не смее да го обвини открито. Стоу тежко понася британското лицемерие.
След началото на Гражданската война писателката пътува до столицата Вашингтон, окръг Колумбия, където се среща с президента Ейбрахам Линкълн на 25 ноември 1862 г. Дъщеря ѝ Хати казва: „Беше много забавно време това, което прекарахме в Белия дом, уверявам ви... Сега ще кажа само, че всичко беше много забавно и ние бяхме готови да избухнем от смях през цялото време.“ Това, което казва Линкълн си е загадка. Синът на Стоу по-късно казва, че Линкълн я е поздравил с думите: „Значи ти си малката жена, която написа книгата, която започна тази велика война“. Учените обаче са скептични към този цитат, тъй като той става популярен едва след смъртта на писателката. Определено около детайлите около тази среща остават твърде много неизвестни. Собствените ѝ разкази са срещата бегли, включително писмото, в което съобщава за нея на съпруга си: „Имах наистина смешно интервю с президента“.
Към романа „Чичо Томовата колиба“ в САЩ са отправени нападки за достоверност, въпреки че там нещата би трябвало да са познати от първа ръка. В отговор Стоу публикува „Ключ към Чичо Томовата колиба“ (1853), в който разкрива своите документални източници.
След това написва още един роман срещу робството на цветнокожите: „Дред – Разказ за голямото Блато на отчаянието“ (1856). В него се разказва за драматичен опит за въстание на робите от южните щати. Публикува също и изследвания на социалния живот, есета и малко томче с религиозна поезия.

### По-късни години
Година след Гражданската война Стоу купува 30-акрово имение близо до Джаксънвил, Флорида. В отговор на статия във вестник през 1873 г. тя пише: „Дойдох във Флорида годината след войната и оттогава държах имоти в окръг Дювал (Флорида), Флорида. През цялото това време не съм била обект на неучтивост от нито един местен флоридинец.“
Стоу е обект на противоречие заради нейната подкрепа за Елизабет Кембъл, херцогиня на Аргайл, чийто тъст десетилетия преди това е лидер в Highland Clearances – трансформацията на Северношотладските планински земи и Западните острови Оркни, Шетланд и Западни острови от общество, базирано на милиция, в селскостопанско, което подкрепя далеч по-малко хора. Наскоро останалите без дом се местят в Канада, където се появяват много горчиви разкази. Задачата на Стоу е да ги опровергае, използвайки доказателства, предоставени от херцогинята в писмо XVII от том 1 на нейните мемоарни пътешествия „Слънчеви спомени от чужди земи“. Стоу е уязвима, когато изглежда, че защитава жестокостите в Шотландия толкова старателно, колкото и атакува жестокостите в Американския юг.
През 1868 г. Стоу става един от първите редактори на списание Hearth and Home – едно от няколкото нови публикации, привлекателни за жените; тя го напуска след година. Тя прави кампания за разширяване на правата на омъжените жени, като през 1869 г. твърди: „Позицията на омъжена жена... в много отношения е точно подобна на тази на негъра роб. Тя не може да сключва договор и да притежава имущество; каквото и да наследи или спечели в този момент става собственост на съпруга ѝ.... Въпреки че той е придобил състояние чрез нея или въпреки че тя е спечелила състояние чрез талантите си, той е единственият господар на това и тя не може да тегли и стотинка... [В]ъв английското общо право омъжената жена е нищо. Тя излиза извън законно съществуване“.
През 1870-те г. братът на Стоу Хенри Уорд Бичър е обвинен в изневяра и става обект на национален скандал. Неспособна да понесе публичните атаки срещу него, Стоу отново бяга във Флорида, но моли членовете на семейството да ѝ пращат репортажи от вестниците. По време на аферата тя остава лоялна на брат си и вярва, че той е невинен.
След завръщането си в Кънектикът Стоу е сред основателите на Хартфордското училище по изкуствата, което по-късно става част от Университета в Хартфорд.

След смъртта на съпруга си Калвин Стоу през 1886 г. здравето ѝ започва бързо да влошава. До 1888 г. в. „Вашингтон Поуст“ съобщава, че в резултат на деменция 77-годишната Стоу започва да пише отново „Чичо Томовата колиба“. Тя си въобразява, че е ангажирана с оригиналната композиция и в продължение на няколко часа всеки ден усърдно използва химикал и хартия, изписвайки пасажи от книгата почти точно дума по дума. Това е направено несъзнателно по памет, като авторката си въобразява, че тя е съставила историята. За болния ѝ ум историята е съвсем нова и тя често се изтощава с труд, който смята за прясно създаден. 
Марк Твен, съсед на Стоу в Хартфорд, припомня последните ѝ години в следния пасаж от автобиографията си: „Умът ѝ се бе разпаднал и тя бе жалка фигура. Тя се скиташе по цял ден под грижите на мускулеста ирландка. Сред колонистите от нашия квартал вратите винаги стояха отворени при хубаво време. Г-жа Стоу влизаше в тях по собствена воля и тъй като винаги беше обута в чехли и като цяло пълна с животински духове, тя можеше да го направи като изненада и ѝ харесваше да го прави. Тя обикновено се промъкваше зад човека, който беше дълбоко [изпаднал] в мечти и размишления, и надаваше военен възклик, който да накара този човек да излезе от дрехите си. И тя имаше други настроения. Понякога чувахме нежна музика в гостната и я заварвахме там до пианото да пее старинни и меланхолични песни с безкрайно трогателен ефект.“
Съвременните изследователи сега спекулират, че в края на живота си тя е страдала от болест на Алцхаймер. си
Хариет Бийчър Стоу умира на 1 юли 1896 г. в Хартфорд, Кънектикът, 17 дни след 85-ия си рожден ден. Тя е погребана в историческото гробище „Филипс Академи“ в Андовър, Масачузетс заедно със съпруга си и техния син Хенри Елис. При смъртта си тя е надживяла 4 от седемте деца. Третият ѝ син Хенри се удавя при инцидент през 1857 г. Четвъртият – Фредерик изчезва мистериозно на път за Калифорния през 1870 г. Петото ѝ дете Джорджиана почива от отравяне на кръвта, което вероятно е свързано със злоупотреба с морфин през 1890 г. Шестото ѝ дете Самуел, умира от холера в ранна детска възраст през 1849 г.

## Наследство

### Забележителности
Множество забележителности в САЩ са посветени на паметта на Хариет Бичър Стоу и се намират в няколко щата, включително Охайо, Флорида, Мейн и Кънектикът. Местоположенията на тези забележителности представят различни периоди от живота ѝ като например къщата на баща ѝ, където е израснала и където е написала най-известното си произведение.
Къщата на Хариет Бичър Стоу в Синсинати, Охайо е бившият дом на баща ѝ Лиман Бичър в бившия кампус на Семинарията на Лейн. Нейният баща е проповедник, силно засегнат от бунтовете в Синсинати от 1836 г. в полза на робството. Хариет Бичър Стоу живее там до брака си. Домът е отворен за обществеността и работи като исторически и културен обект, като се фокусира върху Хариет Бичър Стоу, Семинарията на Лейн и подземната железница. Сайтът представя и афроамериканската история.
През 1870-те и 1880-те години Стоу и семейството ѝ прекарват зимата в Мандарин, Флорида, сега квартал на Джаксънвил, на река Сейнт Джон. Стоу пише Palmetto Leaves, докато е там – както се твърди красноречив част от рекламната литература, насочена към потенциалните северни инвеститори във Флорида по онова време. Книгата е публикувана през 1873 г. и описва Североизточна Флорида и нейните жители. През 1874 г. Стоу е почетена от губернатора на Флорида като един от няколкото северняци, спомогнали за растежа на Флорида след войната. Освен че нейните писания вдъхновяват туристи и заселници в района, тя помага за създаването на църква и училище и помага за популяризирането на портокалите като основна държавна култура чрез собствените си овощни градини. Училището, за чието основаване тя помага през 1870 г., е интегрирано училище на Мандарин за деца и възрастни. Това предшества националното движение за интеграция с повече от половин век. Знакът в памет на семейство Стоу се намира от другата страна на улицата на бившето място на тяхната вила. Той е в имота на Къмюнити клъб на мястото на църквата, където съпругът на Стоу някога е служил като пастор. Църквата на нашия Спасител в Джаксонвил е епископална църква, основана през 1880 г. от група хора, събрали се за четене на Библията с професор Калвин Е. Стоу и известната му съпруга. Къщата е построена през 1883 г. и съдържа витража „Стоу Мемориал“ – дело на Луис Комфорт Тифани.
Къщата на Хариет Бичър Стоу в Брунсуик, Мейн, е мястото, където Стоу живее, когато пише „Чичо Томовата колиба“. Съпругът ѝ преподава теология в близкия Колеж „Боудоин“ и тя редовно кани студенти от колежа и приятели да четат и обсъждат главите ѝ преди публикуване. Бъдещият генерал от Гражданската война, а по-късно и губернатор Джошуа Чембърлейн, тогава студент в колежа, впоследствие описва обстановката: „В тези случаи избран кръг от приятели, предимно млади, бяха облагодетелствани от свободата на нейната къща, но като сборна точка бе четенето преди публикуване на последователните глави от „Чичо Томовата колиба“ и откровената дискусия за тях.“ През 2001 г. Колеж „Боудоин“ купува къщата заедно с по-нова прикачена сграда и успява да събере значителните средства, необходими за възстановяването ѝ. Сега е отворена за обществеността.
Къщата на Хариет Бичър Стоу в Хартфорд, Кънектикът е къщата, в която тя живее през последните 23 години от живота си. Тя е в съседство с къщата на колегата ѝ писател Марк Твен. В тези 5 000 sq ft (460 m2) къща в стил вила има много от оригиналните ѝ предмети и предмети от епохата. В изследователската библиотека, която е отворена за обществеността, има множество писма и документи на семейство Бичър. Къщата е отворена за обществеността и предлага обиколки.
През 1833 г., по времето на пребиваването на Стоу в Синсинати, градът е засегнат от сериозна епидемия от холера. За да избегне заболяване, Стоу посещава Вашингтон, Кентъки – голяма общност на времето точно на юг от Мейсвил. Тя отсяда в семейството на Маршал Ки, една от чиито дъщери е студентка в Семинария „Лейн“. Записано е, че г-н Кий я води на търг за роби, тъй като те често се провеждат в Мейсвил. Учените смятат, че тя е силно развълнувана от преживяването. Домът на Маршал Ки все още стои във Вашингтон. Ки е виден жител на Кентъки; неговите посетители също са Хенри Клей и Даниел Уебстър.
Историческият обект „Чичо Томовата колиба“ (The Uncle Tom's Cabin) е част от възстановеното Селище на зората (Dawn Settlement) в Дрезден, Онтарио, което е на 20 мили източно от Алгонак, Мичиган. Общността за освободени роби, основана от преподобния Джосия Хенсън и други аболиционисти през 1830-те години, е възстановена. Има и музей. Хенсън и Селището на зората дават на Стоу вдъхновението за романа ѝ.

### Отличия
- Стоу е почетена с ден в Литургичния календар на Епископалната църква (САЩ) на 1 юли[47]
- През 1986 г. Стоу е въведена в Националната зала на женската слава.[48][49]
- На 13 юни 2007 г. Пощенската служба на Съединените щати издава в нейна чест пощенска марка от серия от 75 цента.[50]
- Държавният университет „Харис-Стоу“ в Сейнт Луис, Мисури, е кръстен на Стоу и на Уилям Тори Харис.[51]
- През 2010 г. Стоу е предложена от Историческото дружество на Охайо като финалистка в гласуването в целия щат за включване в Националната зала на статуите (National Statuary Hall) в Капитолия на Съединените щати (вместо това е избран Томас Едисън).[52]

## Избрани произведения

### Книги

#### Романи
- Uncle Tom's Cabin; or, Life Among the Lowly //  The National Era.   June 5, 1851. (Първите 2 глави от версията на части, публикувана в 40 броя). (Дигитална версия на цялата серия от Вирджински университет.)
- Uncle Tom's Cabin, or, Life among the Lowly.   Boston & Cleveland, J.P. Jewett; Jewett, Proctor & Worthington, 1852. (Публикуван в 2 тома; стереотипиран от Hobart & Robbins) (един от томовете от изданието от 1853 г. на HathiTrust.)
- Uncle Tom's Cabin: The Great American Novel, to be completed in six weekly numbers, price one penny each Saturday.   London, Vickers, August 7, 1852. (Заглавие от бр. 1)
- Uncle Tom's Cabin; or, The History of a Christian Slave.   London, Partridge and Oakey, 1852. (Първо английско издание с илюстрации). (Дигитално копие на HathiTrust.)
Чичо Томовата колиба, изд. „Ст. Атанасов“ (1919, 1931); изд. „Т. Ф. Чипев“ (1932, 1933); Златна библиотека (1935, 1936, илюстровано съкратено издание); изд. „Д. Маджаров“ (1937); изд. „Игнатов“ (1938); изд. „Четиво“ (1946); изд „Хемус“ (1946); изд. „Знание“, София (1947); изд. „Народна младеж“ (1949, 1954, 1956, 1961, 1966, 1969, 1979); изд. „Отечество“ (1978, 1985, 1989); изд. „Пан“ (1997, 1998); изд. „Прозорец“ (1992); изд. „Стови“, Пловдив (2012); КК „Труд“ (2014); изд. „Изток-Запад“ (2015); ИК „Скорпио“, София (2021)
Чичовата Томова колиба, „Картинна галерия“ (1911); изд. „Четиво“ (1946); изд. „Хемус“ (1932, 1942, 1946); изд. „Народна младеж“ (1949)
Колибата на чичо Тома, Колибата на чича Тома, изд. „Ив. С. Вителов“, Велико Търново (1898, 1902); изд. „Отец Паисий“, Пловдив (1918)
Колибата на чичо Том, изд. „Ж. Маринов“ (1943)
- Dred, A Tale of the Great Dismal Swamp.   Boston, Phillips, Sampson, 1856.
- Our Charley and What to do with Him.   Boston, Phillips, Sampson, 1858.
- The Minister's Wooing.   New York, Derby and Jackson, 1859.
- The Pearl of Orr's Island: A Story of the Coast of Maine.   Boston, Ticknor and Fields, 1862. (ел. книга, налична на Project Gutenberg.)
- Agnes of Sorrento.   Boston, Ticknor and Fields, 1862. (Дигитално копие на Archive.org)
- Oldtown Folks.   Montreal; London, Dawson; Sampson Low, Son & Marston, 1869. Дигитална версия на UPenn Digital Library)
- Little Pussy Willow.   Boston, Fields, Osgood, 1870. (издание от 1871 г. налично на Internet Archive)
- Pink and White Tyranny; A Society Novel.   Boston, Roberts Brothers, 1871. (електронна книга на Project Gutenberg)
- My Wife and I: or, Harry Henderson's History.   Boston; New York, Houghton, Mifflin and Co.; J.B. Ford and Company, 1871. (Дигитално копие на HathiTrust)
- Six of One by Half a Dozen of the Other.   Boston, Roberts Brothers, 1872. (съавтори Adeline D.T. Whitney, Lucretia P. Hale, Frederic W. Loring, Frederic B. Perkins and Edward E. Hale.) (Дигитално копие на Google Books)
- We and our Neighbors; or, The Records of an Unfashionable Street: A Novel.   New York, J.B. Ford & Company, January 10, 1875. [1875]. (Продължение на My wife and I.) (Дигитално копие на HathiTrust)

#### Драматургия
- The Christian Slave. A Drama founded on a Portion of Uncle Tom's Cabin.   Boston, Phillips, Sampson & Company, 1855. (Пиеса или версия за прочит, базирана на романа Uncle Tom's Cabin.) (дигитално копие на HathiTrust)

#### Поезия
- Religious Poems.   Boston, Ticknor and Fields, 1867. (дигитално копие на Internet Archive)

#### Нехудожествена литература
- A New England Sketchbook.   Lowell [Mass.], A. Gilman, 1834. (Като Harriet E. Beecher)
- Earthly Care, A Heavenly Discipline.   Boston, The American Tract Society. [ок. 1845].
- A New Year's Dream //  The Christian Keepsake, and Missionary Annual, for MDCCCXLIX.   n.l., Brower, Hayes & Co. [1849].
- History of the Edmonson Family.   Andover, Mass., The Author. 1852?. (самиздат, за да събере средства за образованието на Емили и Мери Едмонсън – бивши робини, чрез обществено записване през 1848 г., подкрепяно от Стоу)
- A Key to Uncle Tom's Cabin, presenting the original facts and documents upon which the story is founded together with corroborative statements verifying the truth of the work.   Boston, Cleveland, London, John P. Jewett & Co.; Jewett, Proctor & Worthington; Low and Company, 1853.(дигитално копие на HathiTrust)
- Sunny Memories of Foreign Lands.   Boston; New York, Phillips, Sampson, and Company; J.C. Derby, 1854. (дигитално копие на HathiTrust: Volume I и Volume II)
- First Geography for Children.   Boston, Philips, Sampson and Co., 1855. (дигитално копие на HathiTrust)
- Stories about our Dogs.   Edinburgh, William P. Nimmo. [1865]. (Nimmo's Sixpenny Juvenile Series.) (дигитално копие на University of Florida's George A. Smathers Library)
- House and Home Papers.   Boston, Ticknor and Fields, 1865. (Published under the name of Christopher Crowfield.) (дигитално копие на Archive.org)
- Little Foxes.   Boston, Ticknor and Fields, 1866. (Издазено с псевдонима Cristopher Crowfield) (дигитално копие на Archive.org)
- Men of our Times; or, Leading Patriots of the Day. Being narratives of the lives and deeds of statesmen, generals, and orators. Including biographical sketches and anecdotes of Lincoln, Grant, Garrison, Sumner, Chase, Wilson, Greeley, Farragut, Andrew, Colfax, Stanton, Douglass, Buckingham, Sherman, Sheridan, Howard, Phillips and Beecher.   Hartford, Conn.; New York, Hartford Publishing Co.; J.D. Denison, 1868. (дигитално копие на HathiTrust)
- The Chimney Corner.   Boston, Ticknor and Fields, 1868. (издадено с псевдонима Christopher Crowfield) (дигитално копие на HathiTrust)* The American Woman's Home; or, Principles of Domestic Science being a guide to the formation and maintenance of economical, healthful, beautiful, and Christian homes.   New York; Boston, J.B. Ford and Company; H.A. Brown & Co., 1869. (Написано с Катрин Бичър) (дигитална версия на MSU Historic American Cookbook Project) Учебна версия:Principles of Domestic Science as Applied to the Duties and Pleasures of Home: A Text-book for the use of Young Ladies in Schools, Seminaries, and Colleges.   New York, J.B. Ford and Company, 1870. (дигитално копие на Archive.com)
- The Lives and Deeds of our Self-made Men.   Hartford, Conn., Worthington, Dustin, 1872. (дигитално копие на Archive.org)
- Lady Byron Vindicated: A History of the Byron Controversy, from its beginning in 1816 to the present time.   Boston, Fields, Osgood, & Co., 1870. (ел. книга на Project Gutenberg.)
- Palmetto-Leaves.   Boston, J.R. Osgood and Company, 1873. (дигитално копие на Archive.org)
- Woman in Sacred History: A Series of Sketches Drawn from Scriptural, Historical, and Legendary Sources.   New York, J.B. Ford and Company, 1873. (дигитално копие на Archive.org)
- Footsteps of the Master.   New York, J.B. Ford & Company, 1877. (дигитално копие на HathiTrust)
- Bible Heroines, Being Narrative Biographies of Prominent Hebrew Women in the Patriarchal, National, and Christian Eras, Giving Views of Women in Sacred History, as Revealed in the Light of the Present Day.   New York, Fords, Howard, & Hulbert, 1878. (дигитално копие на HathiTrust)
- Poganuc People: Their Loves and Lives.   New York, Fords, Howard, & Hulbert, 1878. [1878]. (дигитално копие на Hathi Trust)
- He's Coming Tomorrow.   Boston, James H. Earle. [издадено между 1889 and 1883]. (дигитално копие от изданието от 1901 г. на Fleming N. Revell на Archive.org)
- A Dog's Mission; or, The Story of the Old Avery House and Other Stories.   New York, Fords, Howard, and Hulbert, 1880. (Колекция от детски разкази, включваща "A Dog's Mission", "Lulu's Pupil", "The Daisy's First Winter", "Our Charley", "Take Care of the Hook", "A Talk about Birds", "The Nest in the Orchard" и "The Happy Child") (дигитално копие на HathiTrust)

#### Колекции

##### Приживе
- The Mayflower; or, Sketches of Scenes and Characters among the Descendants of the Pilgrims.   New York, Harper & Brothers, 1843. (Състои се от разказите "Love versus Law", "The Tea-rose", "Trials of a Housekeeper", "Little Edward", "Let Every Man Mind His Own Business", "Cousin William", "Uncle Tim", "Aunt Mary", "Frankness", "The Sabbath", "So many Calls", "The Canal-boat", "Feeling", "The Sempstress", "Old Father Morris." (дигитално копие на Archive.org)
- Uncle Sam's Emancipation; Earthly Care, A Heavenly Discipline; and Other Sketches.   Philadelphia, W.P. Hazard, 1853. (Състои се от следните скици: "Account of Mrs. Beecher Stowe and her Family", "Uncle Sam's Emancipation", "Earthly Care, A Heavenly Discipline", "A Scholar's Adventure in the Country", "Children", "The Two Bibles", "Letter from Maine, No. 1", "Letter from Maine, No. 2", "Christmas; or, The Good Fairy.") (дигитално копие на HathiTrust)
- Evergreen: Being the Smaller Works of Mrs. H. Beecher Stowe.   Belfast, Alex. S. Mayne, 1853. (Колекция от творби, включваща "The New Year's Gift", "The Bible, The Source of Sure Comfort", "Make to Yourselves Driends", "Earthly Care, A Heavenly Discipline", "So Many Calls", "Learn of Children", "Anti-slavery Meeting in Glasgow, Letter from Mrs. Stowe to Dr Wardlaw")
- Queer Little People.   Boston, Ticknor and Fields, 1868. (Издадено с името Christopher Crowfield) (дигитално копие на HathiTrust) (Състои се от следните разкази: "The Hen That Hatched Ducks", "The Nutcracker of Nutcracker Lodge", "The History of Tip-Top", "Miss Katy-Did and Miss Cricket", "Mother Magpie's Micschief", "The Squirrels that Live in a House", "Hum, the Son of Buz", "Our Country Neighbors", "Our Dogs", "Dogs and Cats", "Aunt Esther's Rules", "Aunt Esther's Stories", "Sir Walter Scott and his Dogs" и "Country Neighbors Again")
- Oldtown Fireside Stories.   Boston, J.R. Osgood, 1872. (дигитално копие на HathiTrust.) (Състои се от разказите "The Ghost in the Mill", "The Sullivan Looking-Glass", "The Minister's Housekeeper", "The Widow's Bandbox", "Captain Kidd's Money", "'Mis' Elderkin's Pitcher'", "The Ghost in the Cap'n Brownhouse")
- Betty's Bright Idea [and Other Stories].   New York, J.B. Ford & Company, 1876. (В допълнение към заглавната история книгата включва "Deacon Pitkin's Farm" и "The First Christmas of New England".) (дигитално копие на HathiTrust)
- Sam Lawson's Oldtown Fireside Stories.   Boston; New York, Houghton, Mifflin and Company, 1887. (дигитално копие на HathiTrust) (Състои се от "The Ghost in the Mill", "The Sullivan Looking-Glass", "The Minister's Housekeeper", "The 2idow's Bandbox", "Captain Kidd's Money", "'Mis' Elderkin's pitcher'", "The Ghost in the Cap'n Brown House", "Colonel Eph's Shoebuckles", "The Bull-Fight", "How to Fight the Devil", "Laughin' in Meetin'", "Tom Toothacre's Ghost Story", "The Parson's Horse-Race", "Oldtown Fireside Talks of the Revolution" и "A Student's Sea Story")
- Life of Harriet Beecher Stowe Compiled from her Letters and Journals by her son, Charles Edward Stowe.   Boston; New York, Houghton Mifflin and Company, 1889. (дигитално копие на HathiTrust)

##### Посмъртно
- The Writings of Harriet Beecher Stowe.   Boston, Houghton, Mifflin & Co., 1896–1897. 17 Volumes. (дигитално копие на HathiTrust е с линк за всеки том: Vol. I and Vol. II: Uncle Ton's Cabin and A Key to Uncle Tom's Cabin в два тома; Vol. III & Vol IV: Dread, A Tale of the Great Dismal Swamp and Antislavery Tales and Papers, and Life in Florida After the War; в два тома Vol. V: The Minister's Wooing; Vol. VI: The Pearl of Orr's Island; Vol. VII: Agnes of Sorento; Vol. VIII: Household Papers and Stories; Vol. IX и Vol. X: Oldtown Folks and Sam Lawson's Oldtown Fireside Stories в два тома; Vol. XI "Poganuc Peoples and Pink and White Tyranny; Vol. XII: My Wife and I; Vol. XIII: We and Our Neighbors; [Vol. XIV]: Stories, Sketches and Studies: "Uncle Lot", "Love versus Law", "The Tea Rose", "Aunt Mary", "Frankness", "Cousin William", "Mrs. A and Mrs. B; or, What She Thinks about It", "Which is the Liberal Man?" "The Canal Boat", "Feeling", "The Seamstress", "Old Father Morris", "The Coral Ring", "Art and Nature", "The New Year's Gift", "Our Wood Lot in Winter", "The Mourning Veil", "New England Ministers", "Betty's Bright Idea", Deacon Pritkin's Farm, The First Christmas of New England и Little Foxes; Vol. XV: Religious Studies, Sketches and Poems; Vol. XVI: Stories and Sketches for the Young: Queer Little People, Little Pussy Willow, The Minister's Watermelons, A Dog's Mission, Lulu's Pupil and The Daisy's First Winter; [Vol. XVII]: Life and Letters of Harriet Beecher Stowe edited by Annie Field.)
- Kathrin Sklar, ed. Harriet Beecher Stowe: Three Novels.   New York, Library of America, 1982. ISBN 978-0-94045001-1. (Съдържа Uncle Tom's Cabin, The Minister's Wooing и Oldtown Folks)

### Разкази и статии
- Cousin William //  The Boston Weekly Magazine 1.   September 22, 1838. с. 19.
- Old Father Morris //  Lady's Book.   October 1838. с. 145.
- Flower Gathering //  Southern Rose 7.   October 13, 1838. с. 60.
- Trials of a Housekeeper //  Godey's Lady's Book XVIII.   January 1839. с. 4.
- Stealing Peaches //  Episcopal Recorder 16.   January 19, 1839. с. 172.
- Olympiana //  Lady's Book.   June 1839. с. 241.
- The Drunkard Reclaimed (I) //  New York Evangelist 10.   November 30, 1839. с. 1. и The Drunkard Reclaimed (II) //  New York Evangelist 10.   December 7, 1839. с. 1.
- Art and Nature //  Lady's Book.   December 1839. с. 241.
- "Mark Meriden" вMr. and Mrs. Woodbridge with Other Tales.   Providence, R.I., Isaac H. Cady, 1841. с. 129. (Дигитално копие на HathiTrust)
- The Tea Rose //  Godey's Lady's Book 24.   March 1842. с. 145.
- The Dancing School (I) //  New York Evangelist 14.   April 6, 1843. с. 1. и The Dancing School (II) //  New York Evangelist 14.   April 13, 1843. с. 1.
- The Family Circle //  Christian Reflector 6.   May 10, 1843.
- Feeling //  New York Evangelist 14.   April 20, 1843. с. 1.
- Now we see through a glass darkly //  New York Evangelist 14.   June 8, 1843. с. 1.
- The Bashful Cousin //  Philanthropist 7.   July 12, 1843. с. 4.
- So Many Calls //  Ladies Repository, and Gatherings of the West 3.   September 1843. с. 278.
- The Nursery (I) //  The Youth's Companion 17.   October 26, 1843. с. 98. и The Nursery (II) //  The Youth's Companion 17.   November 2, 1843. с. 102.
- Which is the Liberal Man? //  New York Evangelist 15.   February 1, 1844. с. 1.
- Moralist and Miscellanist //  Christian Reflector 7.   February 8, 1844. с. 24.
- Mark Meriden //  The Rover: A Weekly Magazine of Tales, Poetry, and Engravings 3.   August 7, 1844. с. 376.
- Tales and Sketches of Real Life //  Littell's Living Age 2.   September 14, 1844. с. 339.
- Mary at the Cross //  New York Evangelist 15.   November 28, 1844. с. 192.
- Love and Fear //  New York Evangelist 15.   December 5, 1844. с. 196.
- Immediate Emancipation – A Sketch //  The Cincinnati Weekly Herald and Philanthropist 9.   February 5, 1845. с. 2.
- Ladies' Department //  Massachusetts Ploughman and New England Journal of Agriculture 4.   March 15, 1845. с. 4.
- Narrative //  The Youth's Companion 18.   April 3, 1845. с. 190.
- Slavery //  Zion's Herald and Wesleyan Journal 16.   April 9, 1845. с. 60.
- The Interior or Hidden Life //  New York Evangelist 16.   April 17, 1845. с. 1..
- Uncle Abel and Little Edatrd //  Zion's Herald and Wesleyan Journal 16.   May 21, 1845. с. 1..
- A Tradition of the Church of Laodicea //  Episcopal Recorder 23.   September 27, 1845. с. 109.
- Children //  New York Evangelist 17.   January 15, 1846. с. 1.
- What will the American People do? (I) //  New York Evangelist 17.   January 29, 1846. с. 1. иWhat will the American People do? (II) //  New York Evangelist 17.   February 5, 1846. с. 1.
- Parents and Children //  The New York Observer and Chronicle 24.   August 8, 1946. с. 128.
- The Way to Live on Christ //  Christian Watchman 28.   January 8, 1847. с. 1.
- Feelings //  Godey's Magazine and Lady's Book 36.   February 1848. с. 102.
- The Coral Ring //  Godey's Magazine and Lady's Book 36.   June 1848. с. 340.
- Moral Tales (I) //  The Youth's Companion 22.   September 14, 1848. с. 77. и Moral Tales (II) //  The Youth's Companion 22.   September 21, 1848. с. 81.
- Atonement – A Historical Reverie //  New York Evangelist 19.   December 28, 1948. с. 1.
- A Little Child Shall Lead Them //  Christian Parlor Magazine.   May 1, 1850. с. 248.
- The Freeman's Dream: A Parable //  National Era IV.   August 1, 1850. с. 121.
- Earthly Care a Heavenly Discipline //  New York Evangelist 21.   August 1, 1850. с. 1.
- Heinrich Stilling //  New York Evangelist 22.   February 6, 1851. с. 1.
- The Two Altars; or, Two Pictures in One (I) //  New York Evangelist 22.   June 12, 1851. с. 1. и The Two Altars; or, Two Pictures in One (II) //  New York Evangelist 22.   June 19, 1851. с. 1. (Препечатано в колекция от водещи аболиционисти с факсимилни подписи на авторите:Autographs for Freedom.   London, Sampson Low, Son & Co. ; and John Cassell, 1853. с. 88. Дигитално копие на Archive.org)
- The True Story of Lady Byron's Life //  The Atlantic Monthly 24.   September 1869. с. 295.